# Jana fontainei
Jana fontainei är en fjärilsart som beskrevs av Berger 1980. Jana fontainei ingår i släktet Jana och familjen Eupterotidae. Inga underarter finns listade i Catalogue of Life.